# 龙安区
龙安区是中华人民共和国河南省安阳市西南部分的市辖区。面积236平方公里，总人口約45万人。区人民政府驻梅东路南段。

## 行政区划
龙安区下辖6个街道办事处、3个镇、2个乡：
田村街道、彰武街道、文昌大道街道、文明大道街道、太行小区街道、中州路街道、龙泉镇、马投涧镇、善应镇、东风乡和马家乡。

## 人口
2020年末，龍安区常住人口44.31万人。